# Willem van Blijenbergh

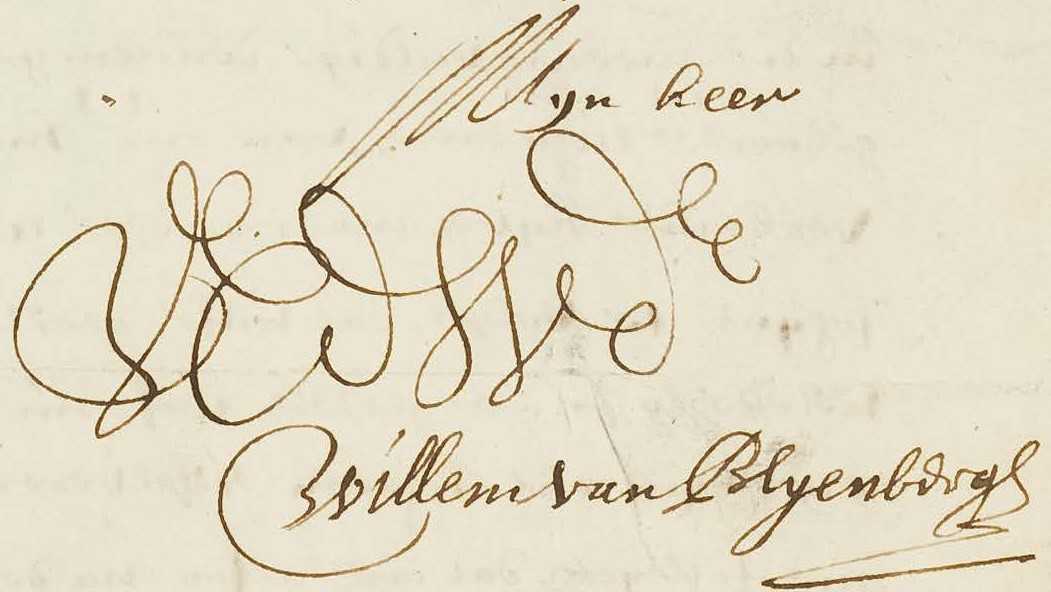
Handtekening Willem van Blijenbergh, brief 24 aan Spinoza, Dordrecht 27 maart 1665. "Mijn heer / U E(deles) d(ienst)w(illige) d(ien)aar / Willem van Blijenbergh"

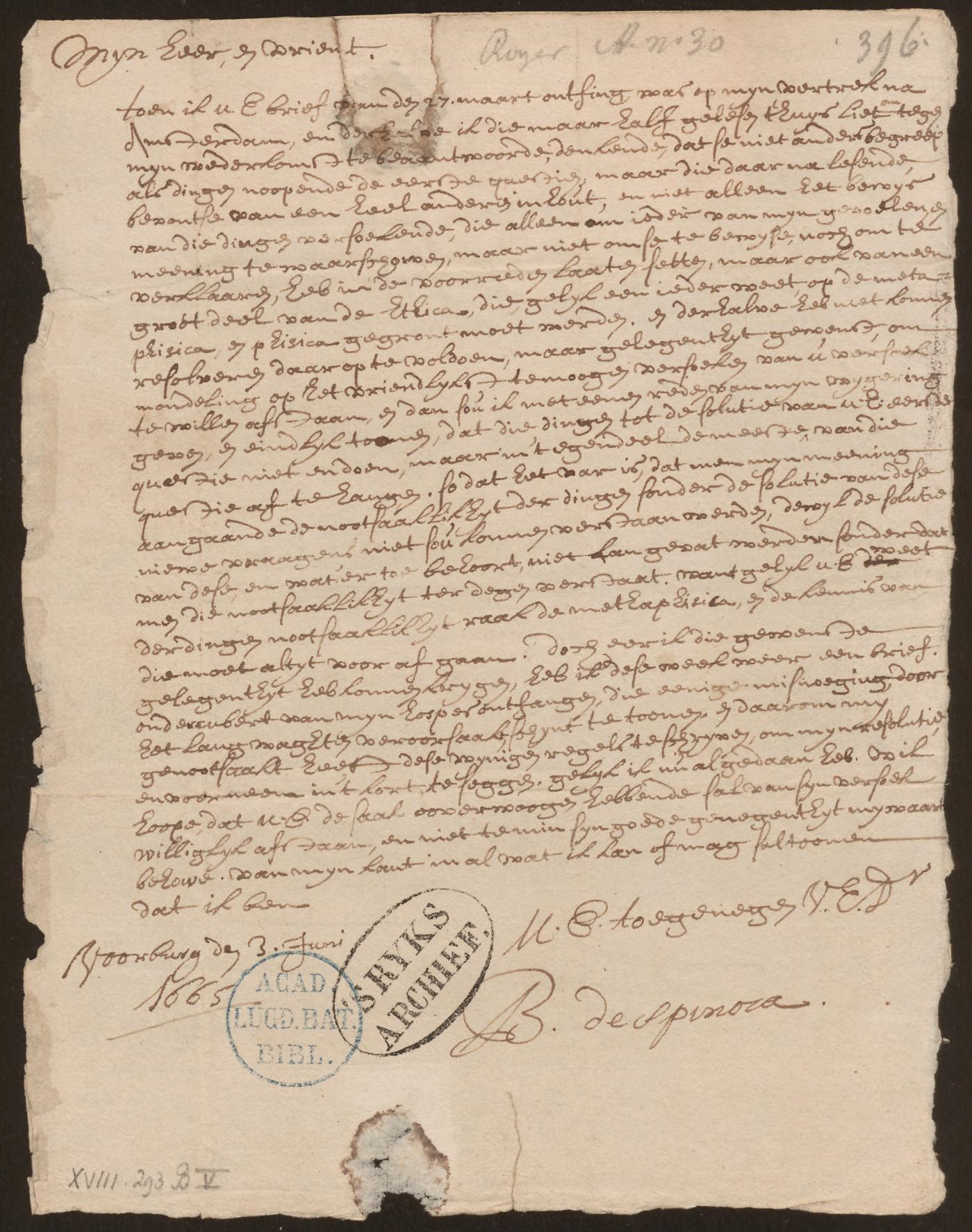
Brief 27 van Benedictus de Spinoza aan Willem van Blijenbergh, 3 juni 1665.

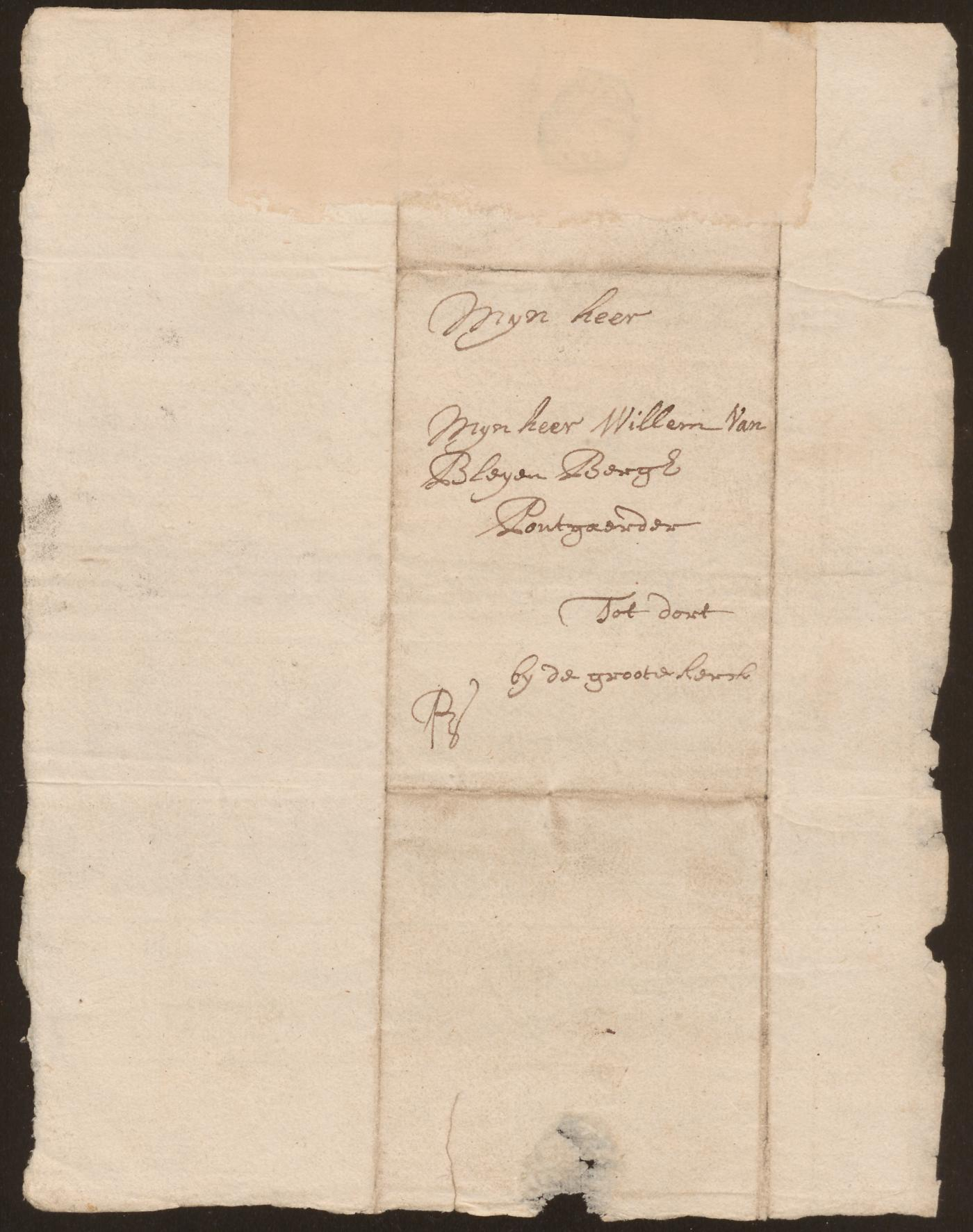
Brief 27 van Benedictus de Spinoza aan Willem van Blijenbergh, adressering, 3 juni 1665.

Willem van Blijenbergh (ook Willem Laurensz, Guillaume de Blyenbergh, Willem van Blyenbergh en andere varianten, Dordrecht, 1632 – 1696) was Nederlands pondgaarder (makelaar in graan), regent en calvinistisch amateur-theoloog. Hij was geboren en woonachtig in Dordrecht. Met Benedictus de Spinoza voerde hij een briefwisseling over het probleem van het kwaad, in tweemaal vier brieven tussen december 1664 en juni 1665. Blijenbergh bezocht Spinoza in juni 1665, waarmee hun briefwisseling eindigde. Later schreef van Blijenbergh onder meer twee boeken om Spinoza's Tractatus theologico-Politicus en Ethica te weerleggen.

## Publicaties[3]
- 1640?-1696: Brieven van Willem van Blyenbergh (1632-1696), geschreven aan Willem Deurhoff (1650-1717) 128 G 6., manuscript brief archiefmateriaal. Publicatie: Brieven en verklaringen over Mattheus, Hoofd-deel XIII, vers 24 tot 30 en 37 tot 43, mitsgaders over I Joannes II, 18
- 1661: Brief van Willem van Blijenbergh (1632-1696), geschreven aan Samuel van Hoogstraten (1627-1678), Dordrecht, 10 jan. 1661., Brieven, gedichten en andere stukken uit de verzameling van G.J. Beeldsnijder van Voshol, nr. 9. de uitg. te Hagae Comitis, 1923.
- 1663, 1671: De kennisse Gods en gods-dienst beweert tegen d'uitvluchten der atheisten, in welcke ... getoont wert dat God een gods-dienst ingeschapen en geopenbaert heeft ... en dat de Christelijcke gods-dienst niet alleen met Gods geopenbaerde Gods-dienst over-een-komt maar oock met ons ingeschapen reden, Tot Leyden : By Daniel en Abraham Gaasbeeck ..., 1663.
- juli 1664 - september 1665 met Spinoza: Briefwisseling
- 1666, Will van Blyenbergh (= Willem van Blijenbergh?): Sociniaensche Ziel onder een Mennonitisch Kleedt : ofte Antwoorde op duplijcke van een ongenoemt Sociniaen, tegens de verdedighde Aenteykeningen van Corn. Gentman : in welke gehandelt wert van Gods Voorwetenschap, vande Voorsienigheydt Gods, van de overtredinge Adams ..., Utrecht, Dreunen, Meinardus van, 1666
- 1674: De waerheyt van de Christelijcke godts-dienst en de authoriteyt der H. Schriften, beweert tegen de argumenten der ongodtsdienstige, of een wederlegginge van dat godt-lasterlijcke boeck, genoemt Tractatus theologico-politicus ..., Leyden, : D. van Gaesbeeck, 1674. 476 bladzijden
- 1677 met Baruch de Spinoza, Simon de Vries, Henry Oldenburg, Gottfried Wilhelm Leibniz: B. d. S. Opera posthuma, quorum series post praefationem exhibetur. [I, Ethica. II, Politica, id est tractatus politicus. III, De Emendatione intellectus. IV, Epistolae et ad eas responsiones. V, Compendium grammatices linguae hebraeae]., zonder plaats, zonder uitgever, 1677
- 1682: Wederlegging van de ""Ethica" of Zede-kunst" van Benedictus de Spinosa, voornamentlijk omtrent het wesen ende de natuur van god en van onse ziel ... door de heer Willem Van Blyenbergh, ..., Dordrecht : By de weduwe van Jasper en by Dirck Goris, 1682.
- 1686: De kennisse Godts en godts-dienst, beweert tegen d'uytvluchten der Atheisten: ...In vier boecken verdeelt, Tot Amsterdam : by de wed. van Adriaen van Gaesbeeck, 1686.
- 1692 met Willem Deurhoff: Klaare en beknopte verhandeling van de natuur en werkinge der menschelijke zielen, engelen en duivelen, Vervat in gewisselde brieven tusschen de heer Willem van Blyenbergh, en Willem Deurhoff., t'Amsterdam, : by Jan ten Hoorn, boekverkooper #over het Oude Heeren Logement#, 1692.
- 1802-1803 met Benedictus de Spinoza, H E G Paulus, Johannes Colerus, Henry Oldenburg: Benedicti de Spinoza Opera quae supersunt omnia : iterum edenda curavit, praefationes, vitam auctoris, nec non notitias, quae ad historiam scriptorum pertinent, Ienae: In Bibliopolio academico, 1802-1803.
- 2012: met Benedictus de Spinoza en Miriam van Reijen: Brieven over het kwaad: de correspondentie tussen Spinoza en Van Blijenbergh, Amsterdam: Wereldbibliotheek, cop. 2012. Hertaling van een achttal brieven van de filosoof Spinoza (1632-1677) en een protestantse graanhandelaar over de problematiek van God, het kwaad en de menselijke vrije wil.

## Verdere correspondentie
- 1672: Franciscus Burman: Brief van Franciscus Burman (1628-1679) aan Willem van Blyenbergh (1632-1696) BPL 246, Utrecht, 1672.